# Enrick Bonham Mayfield
Pour les articles homonymes, voir Mayfield.
Enrick Bonham Mayfield est un photographe américain né à Détroit en 1959 et mort à Berlin en 1996.

## Biographie
Enrick Bonham Mayfield, né en septembre 1959, le jeune Enrick grandit dans la banlieue défavorisée de Détroit, bercé par les rythmes électroniques des radios locales.
Issu d’une famille de « black workers » américains, il perd son père à l’âge de 8 ans lors des Detroit riots de 1967. Poussé par sa mère amatrice d’art, il est diplômé du BFA (bachelor of fine arts) en 1978.
Durant ses études, il marche aux côtés de Derrick May qui devient un des pères fondateurs du mouvement technoïde. Sorti de la Detroit School of Arts en 1980, il devient photographe pour le magazine Under Culture.
Le jeune photographe de presse découvre l’œuvre de Bernd et Hilla Becher après avoir couvert les récompenses de la société allemande de photographie en 1985. Baignant dans la culture techno-industrielle que l’on connaît à sa ville natale, cette découverte est pour le jeune photographe une véritable révélation. Il entame dès lors un travail photographique sur le quotidien et l’architecture du Motown.
Il expose pour la première fois ses travaux à la Grandmont art Gallery en 1987. Cette première exposition est un succès, les habitants appréciant cet œil porté sur leur quotidien.
Il quitte l'équipe d’Under Culture en 1988 pour entamer, en compagnie de Jeff Mills, la rédaction de Lunar Magazine, dont le premier opus sort en 1990.
Ayant gagné une renommée nationale à la suite de son exposition Techno-structures en compagnie de Stan Douglas à la Soho Photo Gallery, le nouvel ambassadeur de la « motors town » voyage jusqu’en Europe en 1993 pour poursuivre son travail artistique.
Son travail devient rapidement une référence en la matière, teinté de musique électronique et d’univers underground. Il meurt à Berlin en 1996 d’un cancer du pancréas.
La fondation quartier Bresson présente en 2009 une rétrospective de son travail dans le cadre de la semaine « Urban nature », et l’écrivain journaliste Marika Burniso publie en 2007 Eyes on deStroy 70’s, un ouvrage retraçant tout son œuvre.